# Амброзіо Спінола
Амброзіо Спінола Доріа, маркіз де лос Бальбесес — (ісп. Ambrosio Spinola Doria o Ambrogio Spinola Doria; 1569 — 25 вересня 1630) — іспанський генерал генуезького походження.
Був старшим сином Філіпа Спіноли маркіза Сесто і Банафро, та його дружини Полісени, дочки князя Салерно. Сім'я Спіноли здавна була заможною та впливовою в Генуї. Молодші брати (крім Фредеріко) подалися шукати кращої долі в Іспанії, Фредеріко — пішов воєнним у Фландрію. Амброзіо залишився в Генуї і у 1592 році одружився з дочкою графа Гелеррата Джовані Вічідоне. Там він продовжує боротьбу за владу з сім'єю Доріа, з якою постійно суперничала сім'я Спіноли. Та боротьба видалась невдалою і Амброзіо втрачає посаду судді. Він вирішив поїхати з міста і шукати кращої долі на службі в Іспанської монархії у Фландрії.

## Кар'єра у Фландрії
У 1602 році Аброзіо Спінола і його брат Фредеріко уклали угоду з іспанським урядом — «condotta» за старою італійською моделлю. Так, Амброзіо взяв 1000 солдат для наземної служби, а Фредеріко — ескадру галер для служби на узбережжі. Повівши свої судна через протоку Ла-Манш, Фредеріко зазнав нищівної поразки в битві з голландським флотом, і сам був убитий 24 травня 1603 року. У 1602 році Амброзіо сухопутним шляхом прибуває в Фландрію. Уряд розглядає план його вторгнення в Англію, але в результаті він не був втілений в життя. Зрештою, в кінці року Амброзіо повертається в Іспанію за новими військами. У вересні 1603 році взяв під командування облогу місто Остенде (яка тривала уже три роки) і довів її до кінця, захопивши місто вже в руїнах.
Ця перемога Спіноли підняла його репутацію в очах правителів Фландрії — ерцгерцога Альбрехта та його дружини Ізабелли. По завершенні воєнних дій він повертається в Іспанію щоб взяти участь у військовій раді у Вальядоліді. Там він був призначений головнокомандуючим військ у Фландрії. Після цього він повертається в Брюссель звідки починає воєнні дії проти Нідерландів. Оскільки вся війна складалася, більшою мірою, з облог, Амброзіо здобуває велику кількість перемог, незважаючи на зусилля Моріса Нассау. В 1606 році він знову відправляється в Іспанію де був прийнятий з високими почестями. Йому доручили надзвичайно важливе завдання зберегти уряд Фландрії, якщо ерцгерцог і його дружина помруть. Та уряд Іспанії не виділив на це достатньо грошей і Амброзіо за свої кошти забезпечує безпеку не чекаючи коли надійдуть кошти. Після того як в 1609 році було підписане Дванадцятирічне перемир'я, він зберіг за собою командування військами і вів переговори з Францією, коли принц Конде з дружиною втекли у Фландрію, щоб сховатись від Генріха IV. У 1611 року Спінола збанкрутував від ведення війни, але досяг бажаного — «grandeza».

## Тридцятилітня війна
З початком Тридцятирічної війни Амброзіо Спінола здійснив енергійну компанію в Нижньому Пфальці, після чого він отримав звання капітан-генерала. Після відновлення війни з Голландією у 1621 році, він отримав свою найвизначнішу перемогу — тривала облога та зрештою захоплення міста Бреди (28 серпня 1624 — 5 червня 1625) незважаючи на зусилля Фредеріка Генріха, принца Оранського. Ця подія була кульмінаційною в кар'єрі Спіноли. Фінансові труднощі та новий фаворит Оліварес підірвали його подальші успіхи. Спінола не зміг протистояти Фредеріку Генріху і взяти Грунло, тому повернувся в Іспанію і вже ніколи не повертався у Фландрію. У Мадриді йому довелося пережити багато зухвальств від Олівареса, який намагався зробити його відповідальним за втрату Грунло. Тим часом іспанський уряд додав йому ще більше проблем розпочавши війну за мантуанську спадщину. 19 вересня 1629 року він приїхав до Генуї, де і далі потерпав від підлостей Оліверса, який урешті-решт позбавив Спінолу повноважень посла. Здоров'я Амброзіо підірвалося і він помер 25 вересня 1630 року під час облоги Казале, бурмочучи щось про «честь» і «репутацію». Єдине, що він залишив для своїх нащадків на службі у Філіпа ІІІ та IV, був титул маркіза де лос Бальбасес.

## В масовій культурі
Події облоги міста Бреда зображені у фільмі Капітан Алатрісте.